# Trafic à Saïgon
Pour plus de détails, voir Fiche technique et Distribution.
Trafic à Saïgon (titre original : Saigon) est un film d'aventure américain réalisé par Leslie Fenton, sorti en 1948.

## Synopsis
Alors que la Seconde Guerre mondiale est terminée, deux amis de l’armée, dont l’un n'a plus que quelques mois à vivre à cause d'une blessure à la tête, décident de partir à l'aventures dans l' Asie du Sud-Est où ils feront la connaissance d'un criminel notoire ainsi que de sa jeune secrétaire.

## Fiche technique
- Titre : Trafic à Saigon
- Titre original : Saigon
- Réalisation : Leslie Fenton
- Scénario : Arthur Sheekman (en) et P. J. Wolfson d'après une histoire de Julian Zimet
- Photographie : John F. Seitz
- Montage : William Shea
- Musique : Robert Emmett Dolan
- Direction artistique : Henry Bumstead et Hans Dreier
- Décors : Sam Comer et Bertram C. Granger (en)
- Costumes : Edith Head
- Effets visuels : Farciot Edouart et Gordon Jennings
- Producteur : P. J. Wolfson
- Société de production et de distribution : Paramount Pictures
- Pays d'origine :  États-Unis
- Format : Noir et blanc - 35 mm - 1,37:1 - Son : Mono (Western Electric Recording)
- Genre : Film d'aventure
- Durée : 93 minutes
- Dates de sortie : 
  -  États-Unis : 31 mars 1948
  -  France : 30 novembre 1949
- Affiche : Jacques Bonneaud (France)

## Distribution
- Alan Ladd : Major Larry Briggs
- Veronica Lake : Susan Cleaver
- Douglas Dick : Capitaine Mike Perry
- Wally Cassell : Sergent Pete Rocco
- Luther Adler : Lieutenant Keon
- Morris Carnovsky : Zlex Maris
- Mikhail Rasumny : L'employé d'hôtel
- Luis Van Rooten : Simon
- Eugene Borden : Le capitaine du bateau
- Griff Barnett : Le chirurgien
- Betty Bryant : La chanteuse
- Jean De Briac : Un employé d'hôtel